# Pieter Cornelisz van Slingelandt

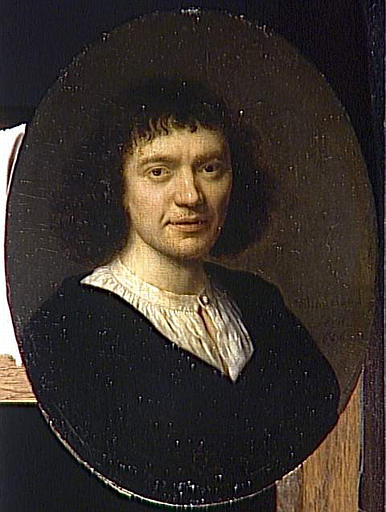
Pieter Cornelisz van Slingelandt, Selbstbildnis

Pieter Cornelisz van Slingelandt (* 20. Oktober 1640 in Leiden; † 7. November 1691 ebenda) war ein niederländischer Porträt-, Genre- und Stilllebenmaler des Goldenen Zeitalters.
Van Slingelandt war Schüler des Malers Gerrit Dou. 1661 wurde er Mitglied der Lukasgilde zu Leiden, deren Dekan er auch in seinem letzten Lebensjahr war.